# Lumbrineris levinseni
Lumbrineris levinseni is een borstelworm uit de familie Lumbrineridae. Het lichaam van de worm bestaat uit een kop, een cilindrisch, gesegmenteerd lichaam en een staartstukje. De kop bestaat uit een prostomium (gedeelte voor de mondopening) en een peristomium (gedeelte rond de mond) en draagt gepaarde aanhangsels (palpen, antennen en cirri).
Lumbrineris levinseni werd in 1907 voor het eerst wetenschappelijk beschreven door Bidenkap in Nordgaard.